# Franz Stephani
Franz Stephani (14 de abril de 1842 - †23 de febrero de 1927) fue un briólogo germano especializándose en hepáticas.

## Biografía
Stephani nace en Berlín, provincia de Brandenburgo, en 1842. Concurre y se gradúa en el Königliches Gymnasium, donde se capacitó entrenándose como empresario de la industria de la hilandería. Trabajó además en una tienda de juguetes, y en una firma publicitaria. En 1869, se casa con Marie Kell, hija del novelista Julius Kell; y tuvieron dos hijos. Hacia los 34 años, Stephani comenzó a publicar artículos sobre las hepáticas. Nunca fue a una Universidad, y realmente se desconoce de su gran interés en la Briología.
Stephani es muy reconocido por su Species Hepaticarum, una inmensa obra de seis volúmenes intentando catalogar todas las especies del mundo de las hepáticas y de Anthocerotophyta.
En 1894 Stephani se encuentra con M. W. Barbey-Boissier, yerno de Edmond Boissier y dueño del Herbario Barbey-Boissier de Ginebra. En 1897 el Herbario concluye un acuerdo con Stephani, que les permitió publicar Species Hepaticarum. Stephani a su vez les donaría su herbario, ilustraciones, biblioteca, notas y correspondencia científica. Las primeras ediciones de la obra aparecen en 1898, en el Bulletin de l’Herbier Boissier, y el último volumen 27 años más tarde, en 1925.
Esa es aún la única obra que realizó tamaña recopilación de tales grupos, y mostrando en primera publicación de muchos de nuevos nombres. Al menoo 10 000 especies se incluyeron, con más de 4.000 identificaciones y descripciones del propio Stephani. Desafortunadamente, esa obra es "frecuentemente muy denostada" por sustanciarse con baja calidad, y "hace caer la reputación de las más notorias publicaciones académicas en Briología."

En las primeras décadas de este siglo [XX], la obra sistemática en Hepaticología ha recibido un último golpe, a consecuencia de la publicación por Stephani de su  Species Hepaticarum en seis volúmenes (1898–1924).  Aunque originalmente ha sido un concienzudo, si no crítico, hepaticólogo, Stephani se ha dejado eventualmente sobreactuar por un sinfín de chorros de exóticos materiales enviados a él para su estudio. A resultas, el último volumen de esa obra exhibe demasiado de irresponsabilidad dejando una tremenda carga sobre los hombros de otros sujetos, ahora y para el futuro.

Las creaciones de Stephani con muchos nuevos nombres para especies que ya tenían publicado nombres, produjo a investigadores posteriorers problemas en la nomenclatura que esa obra generó. Se estima quizás que solo un 25 a 35% de sus especies se probaron ser válidas luego de investigación. No se halla otra figura precisa debido a que aún hay "taxónomos intentando aclarar la madeja."
Posiblemente la calidad de la ulterior obra de Stephani, haya sido el resultado de una progresiva enfermedad cerebral que habría afectado su obra especialmente los tres finales volúmenes, hasta que su remanente de su obra se publicase póstumamente por Bonner (1915-1976) en 1953.

## Algunas publicaciones
- Stephani, F. 1898–1924. Species Hepaticarum, vols. I–VI. Ginebra

## Honores

### Eponimia
Géneros de briófitas
- Stephaniella Jack, 1894
- Stephanina Kuntze, 1891